# Calymmaria farallon
Calymmaria farallon är en spindelart som beskrevs av Ernst Heiss och Draney 2004. Calymmaria farallon ingår i släktet Calymmaria och familjen panflöjtsspindlar. Inga underarter finns listade.